# 587
| [ Edytuj tabelę ]          |                                          |
| Król Bernicji              | - 585 Hussa 592                          |
| Cesarz Bizancjum           | - 582 Maurycjusz 602                     |
| Cesarz Chin                | - 581 Sui Wendi 604                      |
| Król Essexu                | - 527 Aescwine 587 - 587 Sledda 604      |
| Król Franków               | - 561 Guntram I 592 - 584 Chlotar II 629 |
| Król Franków w Austrazji   | - 570 Childebert II 595                  |
| Cesarz Japonii             | - 585 Yōmei 587 - 587 Sushun 592         |
| Król Kentu                 | - 560 Ethelbert I 616                    |
| Patriarcha Konstantynopola | - 582 Jan IV Postnik 595                 |
| Władca Korei               | - 559 P’yŏngwŏn 590                      |
| Król Longobardów           | - 584 Autaris 590                        |
| Papież                     | - 579 Pelagiusz II 590                   |
| Król Persji                | - 579 Hormizd IV 590                     |
| Król Wessexu               | - 560 Ceawlin 592                        |
| Król Wizygotów             | - 586 Rekkared I 601                     |

Rok 587 / DLXXXVII
stulecia: V wiek ~
VI wiek ~
VII wiek

lata: 577 «
582 «
583 «
584 «
585 «
586 «
587
» 588
» 589
» 590
» 591
» 592
» 597

## Wydarzenia
- 28 listopada – w Andelot-Blancheville został podpisany traktat przez króla Burgundii Gutrama I i królową frankijską Brunchildę. Traktat ten uznawał za spadkobiercę Gutrama, syna królowej, Childeberta II.
- Zima – król Austrazji z dynastii Merowingów Childeberta II powołał Uncelena na księcia Alemanii.

- Rekkared I, król Wizygotów (Półwysep Iberyjski), porzucił arianizm i przyjął katolicyzm. Wielu przedstawicieli szlachty wizygockiej poszło w ślady króla i przyjęło katolicyzm, jednak w Septymanii (południowa Galia) doszło do zbrojnego powstania Arian.
- Król Guntram wysłał poselstwo do Bretanii, by powstrzymać najazdy na terytorium Franków. Wymusił posłuszeństwo władcy Bretonii Warocha II i zażądał 1000 Solid (złota moneta rzymska) za dokonaną przez Bretończyków grabież Nantes.
- Cesarz Maurycjusz budował fortyfikacje wzdłuż rzeki Dunaj, granicy oddzielającej Bizancjum od ziem Słowian  i Awarów.
- Bizantyjski generał Comentiolus (magister militum), z armią liczącą 10 000 żołnierzy, przygotował zasadzkę na Awarów w górach Haemus (dzisiejsza Bułgaria).

## Urodzili się
- Teuderyk II, król Burgundii i Austrazji (zm. 613)

## Zmarli
- 13 sierpnia – Radegunda z Turyngii, frankijska królowa Neustrii, mniszka (ur. ok. 518-520)
- Aescwine z Esseksu, pierwszy władca anglosaskiego Królestwa Essex (ur. ?)
- Yōmei (jap. 用明天皇), cesarz Japonii (ur?)